# گارویل استویانوف
گارویل استویانوف (بلغاری: Гаврил Стоянов؛ ۹ ژوئیهٔ ۱۹۲۹ – ۶ نوامبر ۲۰۰۵) بازیکن و مربی فوتبال اهل بلغارستان بود.
از باشگاه‌هایی که در آن بازی کرده‌است می‌توان به باشگاه فوتبال زسکا صوفیه اشاره کرد.
وی همچنین در تیم ملی فوتبال بلغارستان بازی کرده‌است.
وی در مسابقات کشوری و بین‌المللی در مجموع برندهٔ ۱ مدال برنز شده‌است.